# 多洛雷斯 (卡瓦尼亞斯省)
13°47′N 88°34′W / 13.783°N 88.567°W
多洛雷斯（西班牙語：Dolores），是薩爾瓦多的城鎮，位於該國東北部，由卡瓦尼亞斯省負責管轄，面積149.05平方公里，海拔高度99米，2013年人口3,290，人口密度每平方公里22.07人。